# HD 39040
HD 39040，又名CD-40 2085，SAO 217543、HR 2017，是一颗恒星，视星等为6.61，位于銀經246.55，銀緯-28.79，其B1900.0坐标为赤經5h 44m 45.3s，赤緯-40° -28.79′ 11″。